# Stephen Samuel Wise

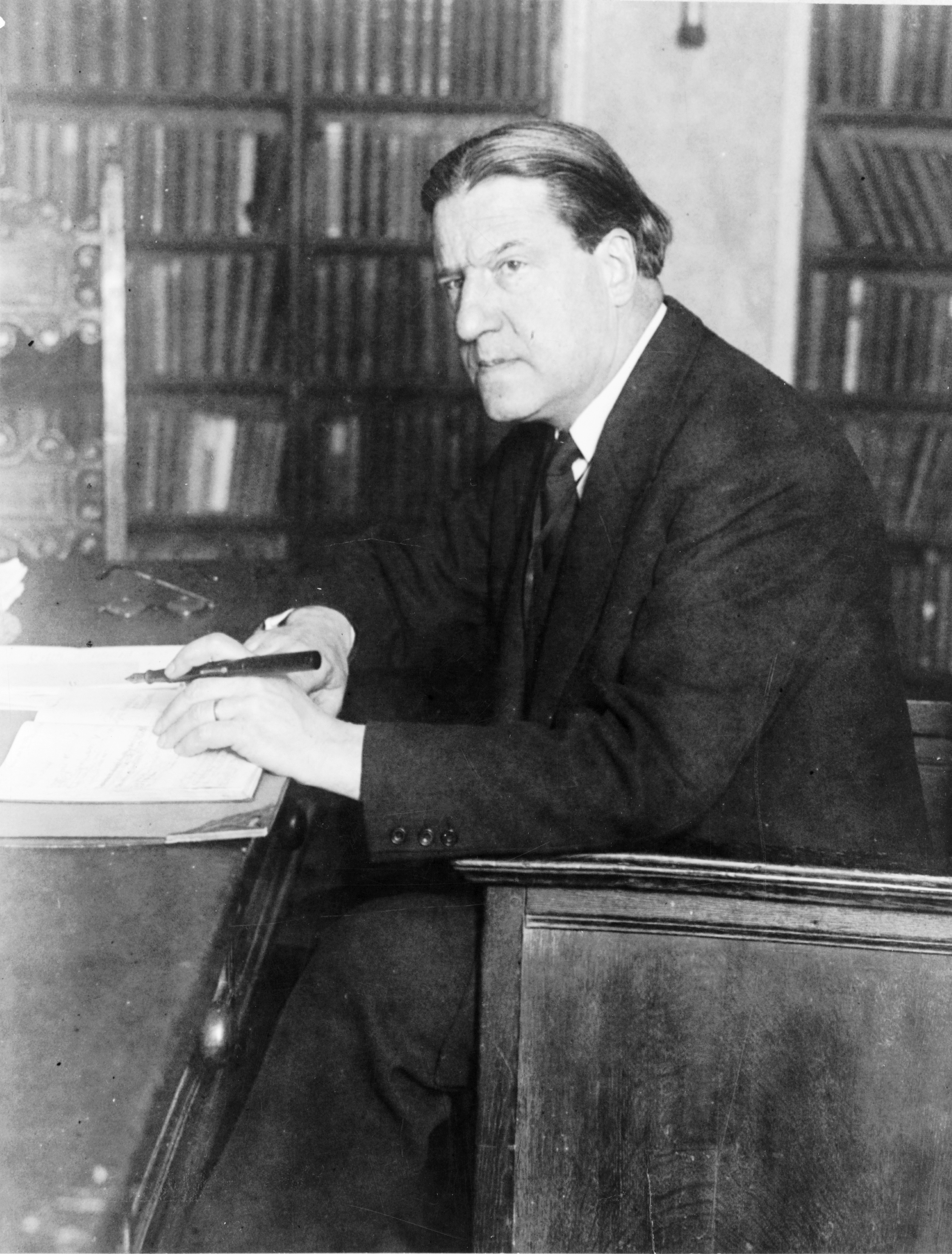
Stephen Samuel Wise.

Stephen Samuel Wise (17 de marzo de 1874, Budapest, Hungría - 19 de abril de 1949, Nueva York, Estados Unidos) fue un rabino reformista, activista político y líder sionista estadounidense de origen húngaro.
Su familia emigró a los Estados Unidos cuando él era apenas un niño. Estudió en el Columbia College y obtuvo su doctorado en la Universidad de Columbia el año de 1901 con una formación de rabino. En 1898 asistió al Segundo Congreso Sionista que dio como resultado la fundación de la Organización Sionista de América. En 1907, después de rehusar un puesto en una congregación importante debido a la falta de libertad de expresión en el púlpito, fundó la Sinagoga Libre. Wise fue un notable miembro del Partido Demócrata de los Estados Unidos, y un amigo cercano del presidente Franklin Delano Roosevelt. Wise ayudó a lograr que el Gobierno federal estadounidense aprobara la Declaración Balfour. En 1922 Wise fundó el Instituto Judío de Religión, un seminario rabínico reformista, que en 1950 se fusionó con el Colegio de la Unión Hebrea (en inglés: Hebrew Union College). Wise era miembro del Congreso Judío Mundial.